# Брейгель, Питер (Младший)
Пи́тер Бре́йгель (Мла́дший) (нидерл. Pieter Bruegel de Jonge, МФА: [ˈpitər ˈbrøːɣəl]; не ранее 23 мая 1564 и не позднее 10 октября 1564, Брюссель — не ранее март 1638 и не позднее май 1638, Антверпен, Брабант) — южно-нидерландский (фламандский) живописец, представитель большой семьи художников Брейгелей, старший сын Питера Брейгеля Старшего «Мужицкого» и старший брат Яна Брейгеля Старшего. Питер стал известен как «Адский Брейгель» (Helse Brueghel), а Ян — как «Бархатный» (Fluwelen). Питер Брейгель Младший — мастер пейзажа и картин бытового жанра, но в основном он копировал произведения отца.

## Биография
Питер Брейгель Младший родился в Брюсселе, он был первым ребёнком Питера Брейгеля Старшего и его жены Майкен Кук. Когда Питеру было пять лет, умер его отец. Ещё через несколько лет, в 1578 году, умерла мать. Детей, Питера и его брата Яна, воспитывала бабушка по материнской линии, художница-миниатюристка Майкен Верхюлст; она же обучала их рисунку и живописи.
Майкен Верхюлст была вдовой плодовитого художника Питера Кука ван Альста и опытной художницей, известной живописными миниатюрами. По словам историографа Карела ван Мандера, опубликовавшего биографию Питера Брейгеля Старшего в своей знаменитой «Книге о художниках» (1604), Майкен Верхюльст дала своему внуку Яну художественное образование, и на этом основании разумно предположить, что Питер также получил начальное художественное наставление от своей бабушки по материнской линии.
После того как мальчик подрос, он стал работать самостоятельно. Чаще Питер Брейгель Младший копировал произведения отца. Потом стал создавать собственные композиции и со временем он выработал свой стиль: его краски были ярче, а изображение резче. В начале 1583 года Питер Брейгель Младший переехал в Антверпен, вскоре за ним последовали его бабушка и брат Ян. Питер, по-видимому, вошёл учеником в мастерскую художника-пейзажиста Гиллиса ван Конинкслоо, который был связан браком с семьёй Брейгелей. В документах Питера называют «двоюродным братом и учеником» Гиллиса.
В начале своей творческой карьеры Питер Брейгель Младший увлекался сюжетами Страшного суда и изображением ужасов ада, демонов и ведьм. За свои произведения и получил прозвание «Адский», поскольку считалось, что он был автором нескольких картин с фантастическими изображениями огня и гротескными образами. Теперь эти картины приписываются его брату Яну Брейгелю Старшему. Потом, отказавшись от мотивов в духе Иеронима Босха, Питер стал чаще писать картины в «крестьянском» жанре и это позволило ему обрести не меньшую популярность, а его внимание к деталям и интерес к самым обыденным проявлениям человеческой жизни стали образцом для других художников. В 1585 году он стал членом антверпенской Гильдии Святого Луки.
В 1588 году Питер женился на Элизабет Годделе, сестре хозяина дома, от которой у него было семеро детей: Питер III, Мария, Якоб, Даниэль, Лауреис, Филипс и Герард.
Девять официальных учеников, в том числе Франс Снейдерс, Андрис Даниелс и Гонзалес Кокс, прошли мастерскую Брейгеля между 1588 и 1626/27 годами. Многие другие художники, должно быть, нашли работу в его студии в качестве «подмастерьев» — странствующих художников, нанятых на день или на время по контракту. Существует около 1400 картин, созданных в подражание отцу Питером Брейгелем Младшим и сотрудниками его мастерской, для свободной продажи на рынке. Например известно, что мастерская изготовила не менее 25 копий «Проповеди Святого Иоанна Крестителя» Питера Брейгеля Старшего.
В санкт-петербургском Эрмитаже имеются пять картин Питера Брейгеля Младшего.

## Генеалогия
|  |  |                                    |                                    |                                    |                                    |                                    |                                    |  |  | Питер Брейгель Старший (ок. 1525 — 1569) |                                 |                                 |                                 |                                 |                                 |  |  |               |               |               |               |               |               |  |  |                                  |                                  |                                  |                                  |                                  |                                  |  |  |  |  |  |  |  |  |
|  |  |                                    |                                    |                                    |                                    |                                    |                                    |  |  |                                          |                                 |                                 |                                 |                                 |                                 |  |  |               |               |               |               |               |               |  |  |                                  |                                  |                                  |                                  |                                  |                                  |  |  |  |  |  |  |  |  |
|  |  |                                    |                                    |                                    |                                    |                                    |                                    |  |  |                                          |                                 |                                 |                                 |                                 |                                 |  |  |               |               |               |               |               |               |  |  |                                  |                                  |                                  |                                  |                                  |                                  |  |  |  |  |  |  |  |  |
|  |  | Питер Брейгель Младший (1564—1638) | Питер Брейгель Младший (1564—1638) | Питер Брейгель Младший (1564—1638) | Питер Брейгель Младший (1564—1638) | Питер Брейгель Младший (1564—1638) | Питер Брейгель Младший (1564—1638) |  |  | Ян Брейгель Старший (1568—1625)          | Ян Брейгель Старший (1568—1625) | Ян Брейгель Старший (1568—1625) | Ян Брейгель Старший (1568—1625) | Ян Брейгель Старший (1568—1625) | Ян Брейгель Старший (1568—1625) |  |  | Мари Брейгель | Мари Брейгель | Мари Брейгель | Мари Брейгель | Мари Брейгель | Мари Брейгель |  |  |                                  |                                  |                                  |                                  |                                  |                                  |  |  |  |  |  |  |  |  |
|  |  | Питер Брейгель Младший (1564—1638) | Питер Брейгель Младший (1564—1638) | Питер Брейгель Младший (1564—1638) | Питер Брейгель Младший (1564—1638) | Питер Брейгель Младший (1564—1638) | Питер Брейгель Младший (1564—1638) |  |  | Ян Брейгель Старший (1568—1625)          | Ян Брейгель Старший (1568—1625) | Ян Брейгель Старший (1568—1625) | Ян Брейгель Старший (1568—1625) | Ян Брейгель Старший (1568—1625) | Ян Брейгель Старший (1568—1625) |  |  | Мари Брейгель | Мари Брейгель | Мари Брейгель | Мари Брейгель | Мари Брейгель | Мари Брейгель |  |  |                                  |                                  |                                  |                                  |                                  |                                  |  |  |  |  |  |  |  |  |
|  |  |                                    |                                    |                                    |                                    |                                    |                                    |  |  |                                          |                                 |                                 |                                 |                                 |                                 |  |  |               |               |               |               |               |               |  |  |                                  |                                  |                                  |                                  |                                  |                                  |  |  |  |  |  |  |  |  |
|  |  | Амбросий Брейгель (1617—1675)      | Амбросий Брейгель (1617—1675)      | Амбросий Брейгель (1617—1675)      | Амбросий Брейгель (1617—1675)      | Амбросий Брейгель (1617—1675)      | Амбросий Брейгель (1617—1675)      |  |  | Ян Брейгель Младший (1601—1678)          | Ян Брейгель Младший (1601—1678) | Ян Брейгель Младший (1601—1678) | Ян Брейгель Младший (1601—1678) | Ян Брейгель Младший (1601—1678) | Ян Брейгель Младший (1601—1678) |  |  | Анна Брейгель | Анна Брейгель | Анна Брейгель | Анна Брейгель | Анна Брейгель | Анна Брейгель |  |  | Давид Тенирс Младший (1610—1690) | Давид Тенирс Младший (1610—1690) | Давид Тенирс Младший (1610—1690) | Давид Тенирс Младший (1610—1690) | Давид Тенирс Младший (1610—1690) | Давид Тенирс Младший (1610—1690) |  |  |  |  |  |  |  |  |
|  |  | Амбросий Брейгель (1617—1675)      | Амбросий Брейгель (1617—1675)      | Амбросий Брейгель (1617—1675)      | Амбросий Брейгель (1617—1675)      | Амбросий Брейгель (1617—1675)      | Амбросий Брейгель (1617—1675)      |  |  | Ян Брейгель Младший (1601—1678)          | Ян Брейгель Младший (1601—1678) | Ян Брейгель Младший (1601—1678) | Ян Брейгель Младший (1601—1678) | Ян Брейгель Младший (1601—1678) | Ян Брейгель Младший (1601—1678) |  |  | Анна Брейгель | Анна Брейгель | Анна Брейгель | Анна Брейгель | Анна Брейгель | Анна Брейгель |  |  | Давид Тенирс Младший (1610—1690) | Давид Тенирс Младший (1610—1690) | Давид Тенирс Младший (1610—1690) | Давид Тенирс Младший (1610—1690) | Давид Тенирс Младший (1610—1690) | Давид Тенирс Младший (1610—1690) |  |  |  |  |  |  |  |  |
|  |  |                                    |                                    |                                    |                                    |                                    |                                    |  |  |                                          |                                 |                                 |                                 |                                 |                                 |  |  |               |               |               |               |               |               |  |  |                                  |                                  |                                  |                                  |                                  |                                  |  |  |  |  |  |  |  |  |
|  |  |                                    |                                    |                                    |                                    |                                    |                                    |  |  | Абрахам Брейгель (1631—1697)             |                                 |                                 |                                 |                                 |                                 |  |  |               |               |               |               |               |               |  |  |                                  |                                  |                                  |                                  |                                  |                                  |  |  |  |  |  |  |  |  |

## Галерея

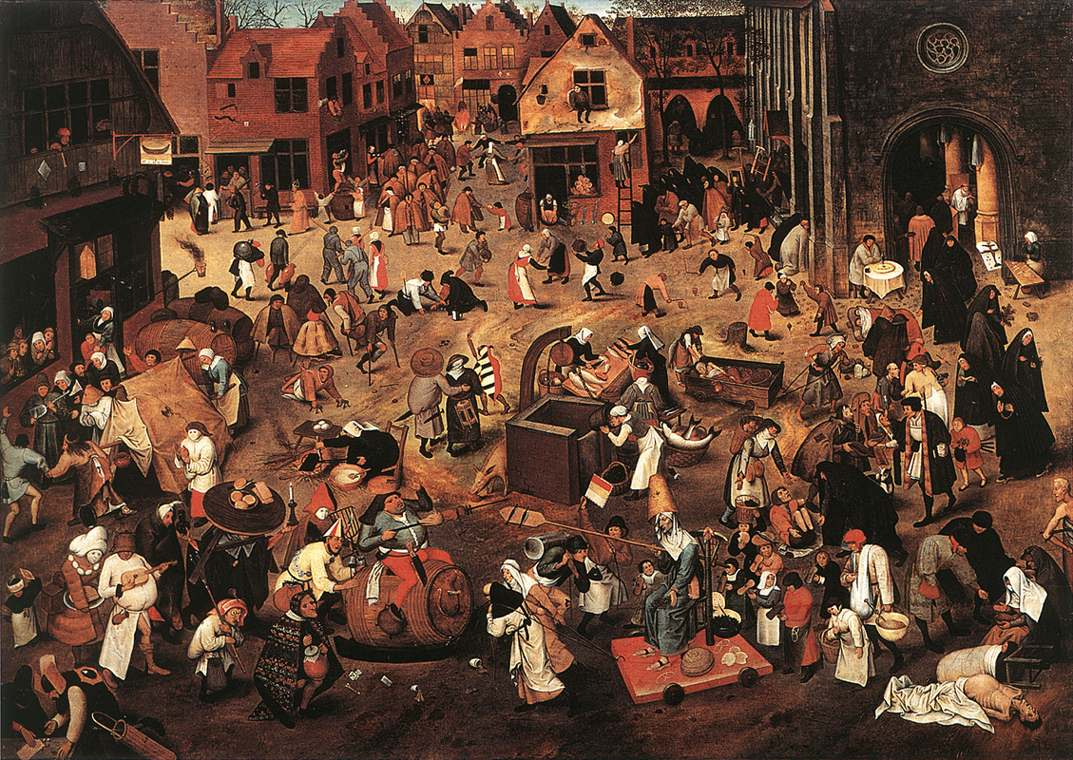
Битва масленицы и Великого поста. Дерево, масло. Королевские музеи изящных искусств, Брюссель
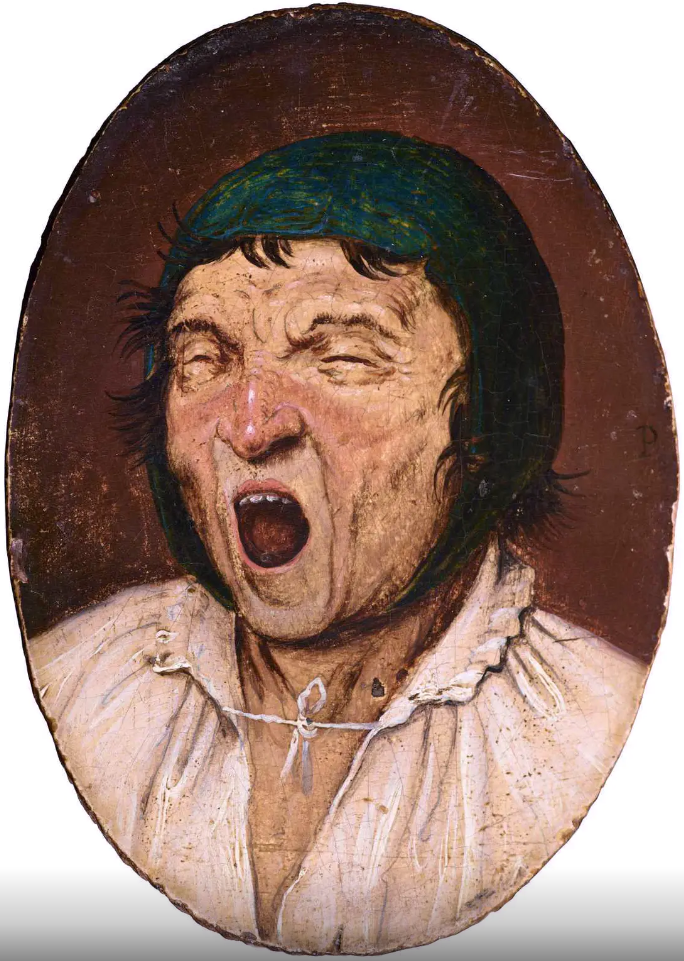
Зевающий. 1616. Дерево, масло. Королевские музеи изящных искусств, Брюссель
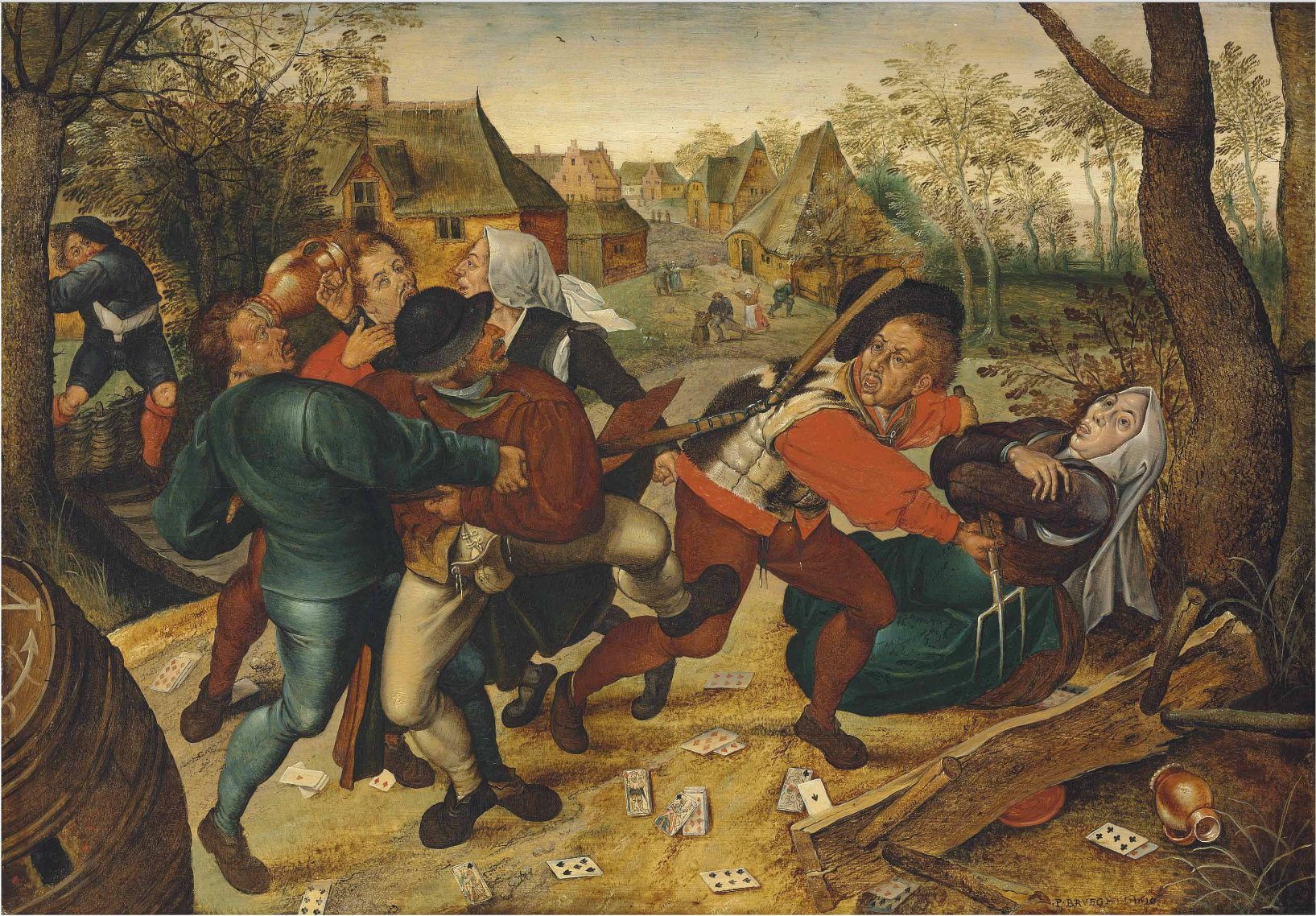
Деревенская драка. 1610. Дерево, масло. Частное собрание
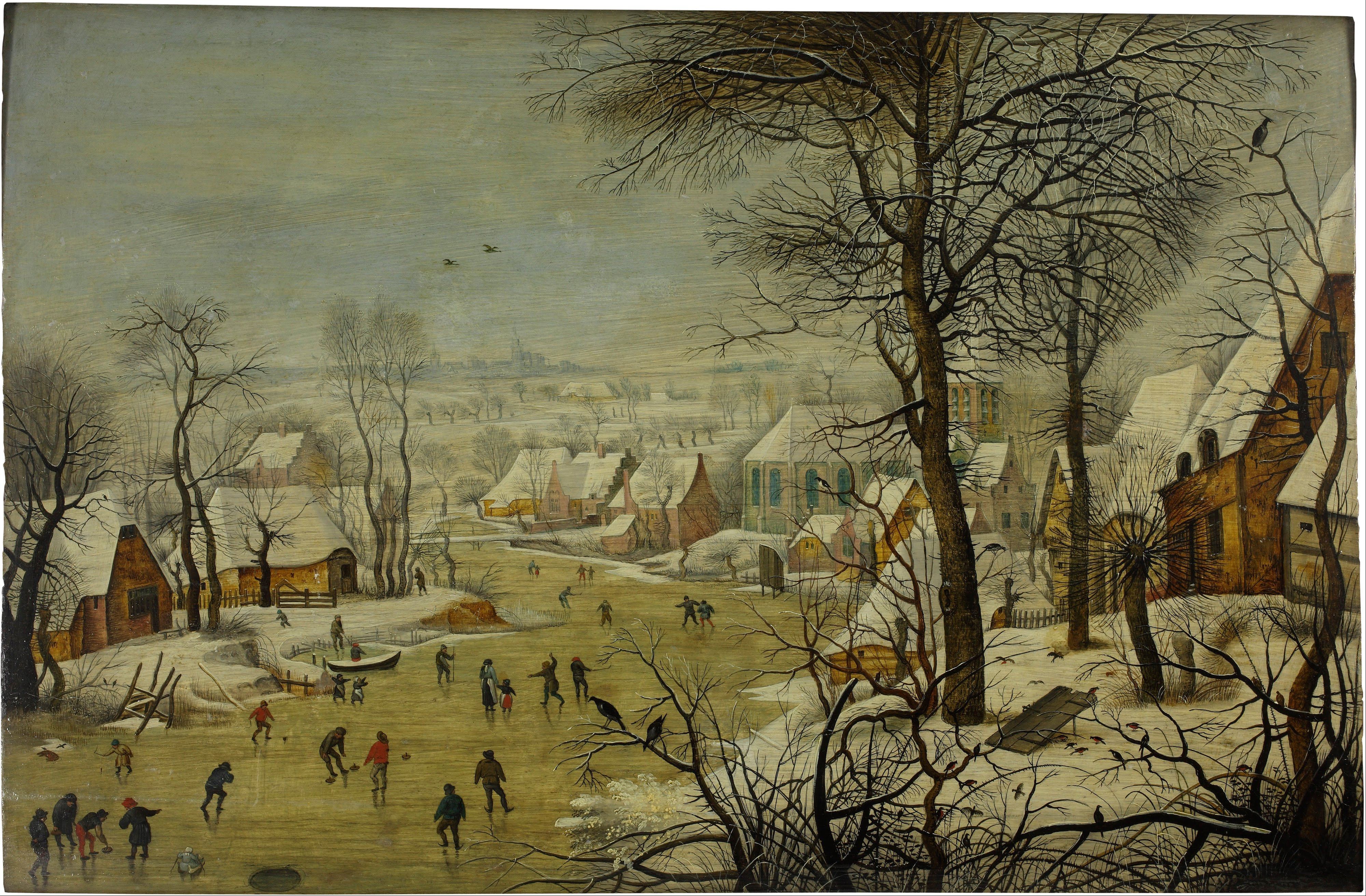
Зимний пейзаж с ловушкой для птиц. 1620-е. 	Государственный музей изобразительных искусств имени А. С. Пушкина, Москва
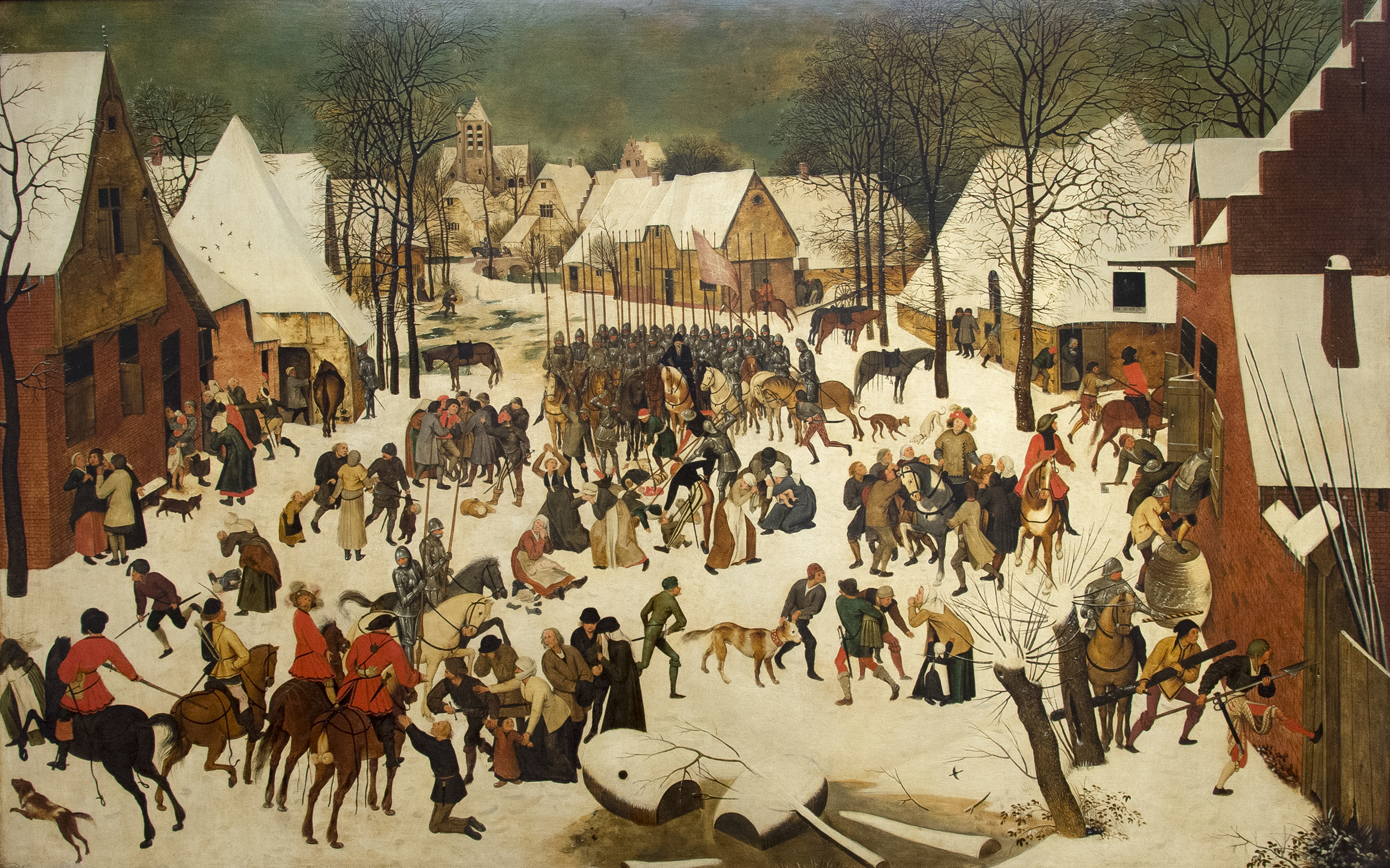
Избиение младенцев в Вифлееме. Дерево, масло. Старая Пинакотека, Мюнхен
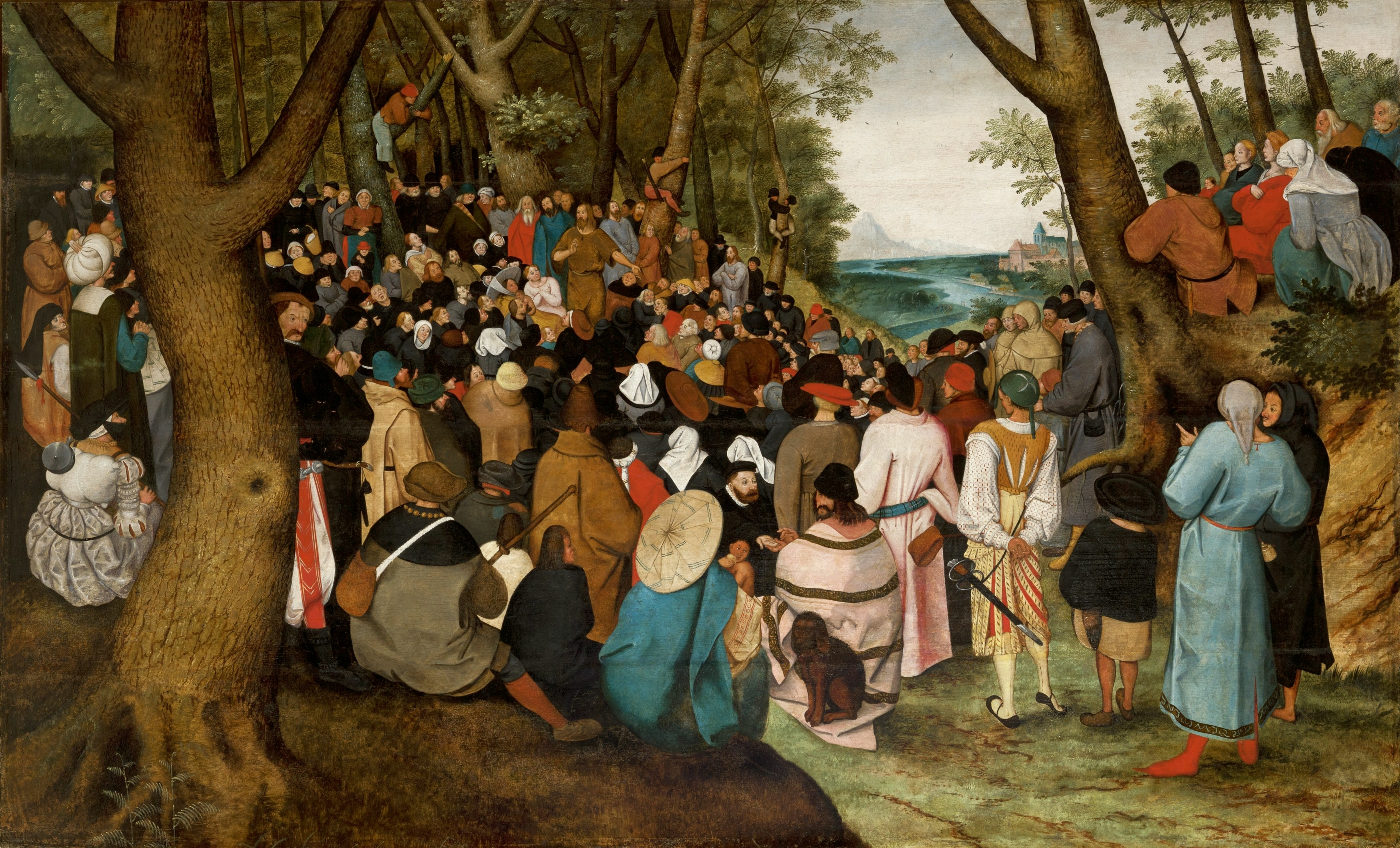
Проповедь Иоанна Крестителя. Между 1601 и 1604. Дерево, масло. Национальный музей, Краков
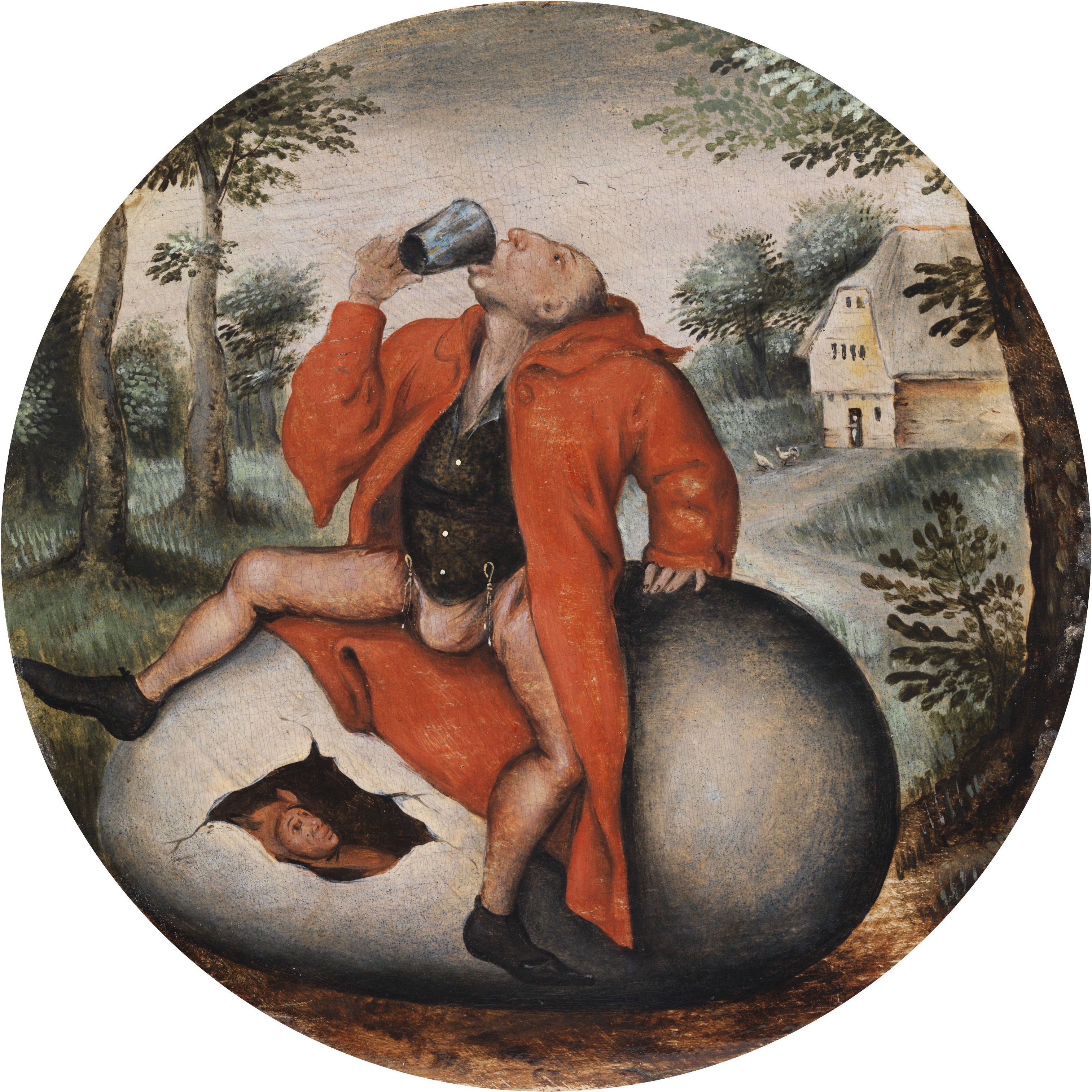
Пьяница на яйце. Дерево, масло
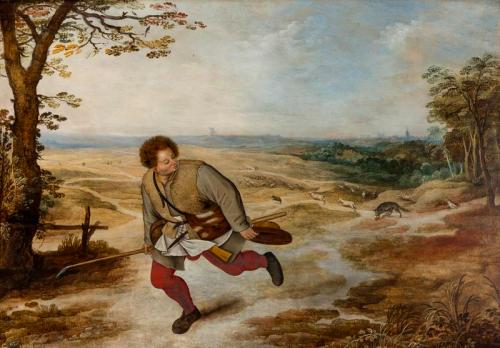
Неверный пастух. Между 1600 и 1624. Дерево, масло. Галерея Абердин, Шотландия

## Некоторые известные картины
1. Весна. Работы в саду. (ок. 1600—1605)
2. Слепые ведут слепых (ок. 1600 г.)
3. У нотариуса (1618)
4. У таверны (ок. 1630)
5. Семь актов милосердия
6. Танец с яйцом
7. Серия «Фламандские пословицы»
8. Избиение младенцев (в нескольких вариациях)